# Иржи Подебрадски
Иржи от Подебради (на немски: Georg von Podiebrad; на чешки: Jiří z Poděbrad; * 1420; †1471) e крал на Бохемия през периода 1458 – 1471 г. Той е единствения хусистки протестантски крал на Бохемия. След Липан практически приключва съществуването на радикалната хусистка фракция на таборитите, а самия град Табор е обърнат към Каликстинците с основна заслуга на Иржи Подебрадски.

## Посещение в Бохемия на крал Владислав Посмъртни
От 1452 година в Бохемия като регент, с одобрението на съсловната асамблея, администрира могъщият хусит Иржи от Подебради.
В компанията на новия си настойник, граф Улрих II фон Цили, крал Владислав V посещава Бохемия, където на 28 октомври 1453 година най-накрая е коронован за крал на Бохемия, като Ладислав I. Дори след коронацията на Владислав, Иржи Подебради продължава да упражнява регентска власт от името на младия и в по-голямата си част отсъстващия крал. През този период регентът възстановява институциите на съдебната власт, възстановява загубените кралски владения и възстановява господството на Бохемия над Моравия, Силезия и Лужица. По този начин, благодарение на действията на Подебради, трайното възстановяване приключва след анархията, започнала след смъртта на крал Алберт.

## Крал на Бохемия

### Възкачване на престола
Борбата на хуситите срещу папската партия продължава непрекъснато и позицията на Иржи става много трудна, когато младият крал Владислав, коронован през 1453 г., изразява своите проримски симпатии, въпреки че е признал компактите и древните привилегии на Бохемия. През 1457 г. крал Ладислав умира внезапно и някои гласове обвиняват Иржи, че го е отровил (изследванията през 1985 година доказват, че остра левкемия е причина за смъртта).
На 2 март 1458 г. съсловията на Бохемия единодушно избират Иржи за крал. Дори привържениците на папската партия гласуват за него, някои в чест на умерената му политика, други от уважение към народните чувства, които се противопоставят на избора на чуждестранен владетел.

### Начало на управлението
Иржи се опита да управлява умерено въз основа на Пражските компакти. Той спечелва лоялността на някои католици, но трябва да се бори с опозицията на папа Пий II, което се оказа една от най-сериозните пречки пред неговото управление. Пий обявява кампактите за нищожни през 1462 г. и желае на Иржи да се съгласи с това. Иржи отхвърля това искане, но се опитва да спечели благоволението на Папския престол, като накаже по-крайните хусити (таборити).

### Борба с вътрешна опозиция
Иржи си създава врагове сред благородниците от папската партия, които се събират в Зелена Хора (Грюнеберг) на 28 ноември 1465 г., за да изразят своите оплаквания и да сключат съюз срещу краля. Съюзът от самото начало е подкрепен от Павел II, който на 23 декември 1466 г. отлъчва Иржи и обявява оттеглянето му като крал на Бохемия, което освобождава всички поданици на бохемската корона от техните клетви за вярност към него. Император Фридрих III и унгарският крал Матяш Корвин, бивш съюзник на Иржи, се присъединяват към въстаналите бохемски благородници, с което започна Бохемската война. Матяш завладява голяма част от Моравия и е коронясан от папската партия в моравската църковна метрополия Оломоуц за крал на Бохемия на 3 май 1469 г.
Иржи има успех срещу Матяш, но противно на желанията на неговите последователи, през 1470 г. се споразумява с унгарския крал. Неговите последователи избират Владислав II, син на полския крал, за негов наследник, за да продължи борбата срещу Матяш.

## Галерия
- Владислав Постум предава властта на Иржи от смъртното си ложе 
автор: Ян Скрамлик
- Иржи Подебрадски, заобиколен от войниците си
автор: Адолф Либшер
- Завладяването на Прага от Иржи Подебрадски, 1448 г. автор: Хуго Шюлингер
- Изборът на Иржи Подебрадски за крал на Бохемия в Старе местоавтор: Венцеслав Черни
- Изборът на Иржи Подебрадски за крал на Бохемия
- Единственият хусистки крал 
автор: Алфонс Муха
- Иржи в беседа с Енеа Силвио Пиколомини автор: Венцеслав Черни